# Borgosesia
Borgosesia ist eine Gemeinde in der italienischen Provinz Vercelli (VC), Region Piemont.

## Lage und Einwohner
Borgosesia liegt 56 km nördlich von Vercelli an der Sesia in der Valsesia und hat 12.053 Einwohner (Stand 31. Dezember 2023). Die Gemeinde besteht aus den Ortsteilen Agnona, Aranco, Bettole, Ferruta, Foresto, Guardella, Isolella, Lovario, Plello, Rozzo, Vanzone und Caneto. Der Ort liegt auf einer Höhe von 354 m über dem Meeresspiegel und umfasst eine Fläche von 40,58 km². 
Die Nachbargemeinden sind Cellio con Breia, Grignasco, Guardabosone, Postua, Quarona, Serravalle Sesia, Valduggia, Varallo und Vocca.

### Verkehrsanbindung

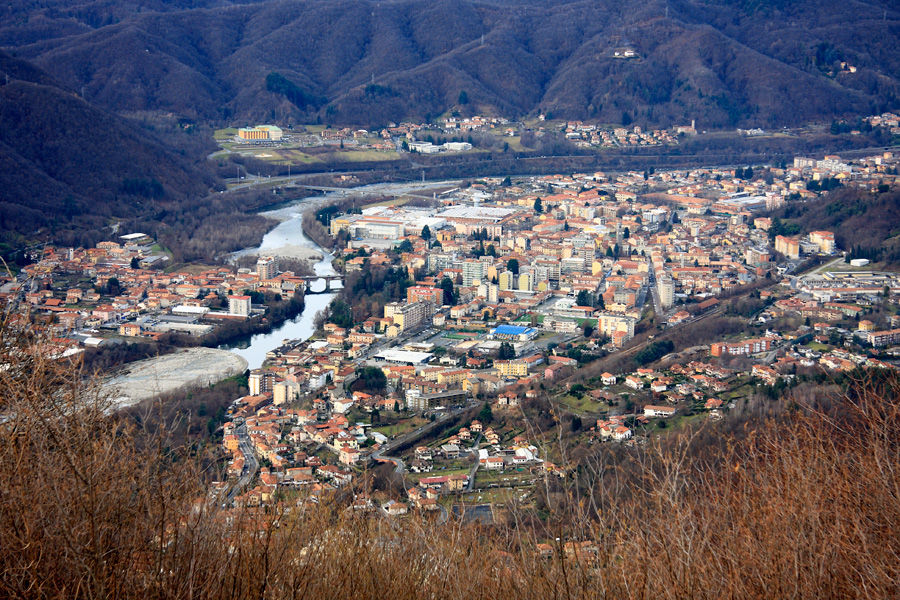
Panorama

Die Gemeinde hat 18 km südöstlich bei Ghemme eine Auffahrt auf die Autostrada A26 in Richtung Alessandria und Domodossola.

## Geschichte
Während des Zweiten Weltkriegs war die Gemeinde und  der Valsesia im Allgemeinen von heftigen Zusammenstößen zwischen den Partisanen unter der Führung von Cino Moscatelli und den republikanischen Milizen betroffen.
Am 22. Dezember 1943 erschossen die Milizionäre der 1. Sturmlegion „M“ „Tagliamento“ unter der Führung von Merico Zuccari nach einer ersten groß angelegten Razzia zehn Männer, darunter den ehemaligen Bürgermeister von Varallo, an der Mauer der Kirche Sant’Antonio in Borgosesia. Im April 1944 kehrten die Soldaten des „Tagliamento“ nach Borgosesia zurück und waren erneut in eine rücksichtslose Unterdrückung der Partisanen verwickelt. Am 11. April erschossen sie drei Partisanen auf der Piazza Frascotti[12] und am 18. Juli ermordeten sie weitere sechs in der Nähe des Friedhofs. Am Tag nach diesem jüngsten Massaker griffen die Deutschen die Weiler Rozzo, Lovario, Bastia und Marasco an und töteten insgesamt sechzehn Zivilisten.

## Wirtschaft
In Borgosesia ist die Pizzi S.P.A. ansässig, ein Hersteller von Büro- und Küchenmöbeln, dessen Produkte auch in Deutschland vertrieben werden.

## Söhne und Töchter
- Giosuè Giuppone (1878–1910), Bahnradsportler, Motorrad- und Automobilrennfahrer
- Adriano Ciocca Vasino (* 1949), Prälat von São Félix
- Gianluca Buonanno (1966–2016), Politiker der Lega Nord
- Elena Banfo (* 1976), Alpin- und Geschwindigkeitsskifahrerin
- Elena Romagnolo (* 1982), Langstreckenläuferin
- Italo Quazzola (* 1994), Langstreckenläufer
- Stefano Sottile (* 1998), Hochspringer